# 빌헬미나 (네덜란드)
빌헬미나(네덜란드어: Wilhelmina der Nederlanden, 1880년 8월 31일 ~ 1962년 11월 28일)은 네덜란드의 여왕(1890년 ~ 1948년)이다.
헤이그에서 태어나, 아버지 빌럼 3세의 죽음으로 1890년 11월 23일에 10살의 나이로 왕위에 올랐다. 즉위 초에는 어머니인 발데크피르몬트의 엠마가 섭정하였으나 1898년부터는 빌헬미나가 친정하였다.
메클렌부르크슈베린의 헨드릭과 결혼하였고, 그녀의 치세기 동안에는 국내의 계급 대립과 국제적 분쟁이 끊이지 않았다. 제1차 세계대전에서는 중립을 지켰으나 제2차 세계대전에서는 독일군의 침공으로 정부를 런던으로 옮겼다. 전쟁이 끝나자, 네덜란드 국민들은 그녀를 열렬히 환영하였고, 1948년 8월에 자신의 즉위 50주년 축전을 벌였다. 왕좌를 외동딸 율리아나에게 물려주고 퇴위하였다. 1962년 11월 28일 아펠도른에서 82세의 나이로 사망하였다.
그녀는 네덜란드 공화주의 운동가들 사이에서도 여전히 네덜란드에서 꽤 인기가 있다. 제2차 세계대전 당시 그녀가 네덜란드 저항군의 상징으로 여겨졌기 때문이다.